# District d'Asajaya
Le district d'Asajaya (malais : Daerah Asajaya) est un district administratif de l'État malaisien du Sarawak, qui fait partie de la Division de Samarahan. La capitale du district est dans la ville d'Asajaya.

### Liens connexes
- Districts de Malaisie